# (407243) Krapivine
(407243) Krapivine est un astéroïde de la ceinture principale.

## Description
(407243) Krapivine, internationalement (407243) Krapivin, est un astéroïde de la ceinture principale. Il fut découvert le 21 novembre 2009 à la Station Zelentchoukskaïa de l'observatoire spécial d'astrophysique par Timour Valerievitch Kriatchko. Il présente une orbite caractérisée par un demi-grand axe de 3,09 UA, une excentricité de 0,17 et une inclinaison de 1,2° par rapport à l'écliptique.
Il est nommé d'après l'écrivain russe Vladislav Krapivine.